# 源俊頼
源 俊頼（みなもと の としより/しゅんらい）は、平安時代後期の貴族・歌人。宇多源氏、大納言・源経信の三男。官位は従四位上・木工頭。小倉百人一首では源俊頼朝臣。

## 来歴
十代の頃に一時期修理大夫・橘俊綱の猶子となる。篳篥に優れ、始め堀河天皇近習の楽人として活動し、承暦2年（1078年）の『承暦内裏歌合』には楽人として参加している。承保4年（1077年）右近衛少将に任ぜられると、10年近くに亘ってこれを務め、応徳3年（1086年）左京権大夫に遷った。
嘉保2年（1095年）に父の大納言・源経信が大宰権帥に任じられたため、俊頼も父に従って大宰府へ下向するが、承徳元年（1097年）経信の死去に伴い帰京する。その後は、堀河院歌壇の中心人物として活躍し、多くの歌合に作者・判者として参加すると共に、『堀河院百首』を企画・推進した。天治元年（1124年）白河法皇の命により『金葉和歌集』を撰集。藤原基俊と共に当時の歌壇を代表する存在となった。歌風として、革新的な歌を詠むことで知られた。
長治2年（1105年）に従四位上・木工頭に叙任され、天仁3年（1110年）越前介を兼ねた。天永2年（1111年）以後散位。
『金葉和歌集』以後の勅撰和歌集に201首入集。『金葉和歌集』（35首）と『千載和歌集』（52首）では最多入集歌人となっている。

## 逸話
法性寺殿関白藤原忠通の邸宅で歌会があった。歌を詠み上げる役目の講師が、俊頼の歌を詠もうとすると短冊に詠人の名がない。講師はそのことを俊頼に知らせようと目配せをしたり咳払いをしたりしたが、俊頼には一向に気づく様子がない。たまりかねた講師が小声で「お名前をお忘れでは」と促すと、俊頼は「そのままお詠みなさい」と言うので、歌を詠んだ。「卯の花の身の白髪とも見ゆるかな賤（しづ）が垣根もとしよりにけり」。歌にはちゃんと俊頼（としより）の名が読み込まれていたのである。これには講師もしきりにうなずいて感心し、藤原忠通もこれをたいへん面白がった（『無名抄』）。

## 代表歌
- 鶉（うずら）鳴く　真野の入江の　浜風に　尾花波寄る　秋の夕暮れ （『金葉和歌集』秋・239）
- 小倉百人一首
  - うかりける人を初瀬の山おろしよ激しかれとは祈らぬものを（『千載和歌集』恋二・707）
- 百人秀歌（小倉百人一首の原撰本）
  - 山桜咲きそめしより久方の雲居に見ゆる滝の白糸（『金葉和歌集』春・50）

百人秀歌と小倉百人一首の両方に採られている歌人で、異なる歌が採られているのは俊頼のみである。

## 著書
- 家集『散木奇歌集』（さんぼくきかしゅう）
- 歌学書『俊頼髄脳』

### 書家
歌人として高名で、能書家としての記録はない。しかし父の経信も子の俊恵もともに能書家であり、古筆中には俊頼の書として伝えられるものが多く、中でも有名なものは次のとおりである。
- 『巻子本古今集』
- 『元永本古今集』。ただし、巻子本・元永本とも藤原定実の筆とする説が有力。
- 『三宝絵詞』（東大寺切）

## 官歴
- 承保4年（1077年） 3月27日?：右近衛少将[2]
- 承暦4年（1080年） 8月22日：左近衛少将[3]。閏8月5日：右近衛少将[3]
- 応徳3年（1086年） 11月20日：左京権大夫?[2]
- 長治2年（1105年） 3月16日：見木工頭[4]
- 天仁3年（1110年） 正月28日：兼越前介[1]
- 大治4年（1129年） 1月1日：卒去[要出典]

## 系譜
- 父：源経信
- 母：源貞亮の娘
- 猶父：橘俊綱
- 正室：藤原清綱女
  - 男子：源俊重
- 継室：橘敦隆の娘
  - 男子：俊恵（1113年-1191年?）
- 生母不明の子女
  - 男子：俊盛
  - 男子：祐盛
  - 女子：待賢門院新少将
  - 女子：堀河院典侍
  - 女子：僧正隆覚室
  - 女子：宇治関白宣旨
  - 女子：源師俊室